# Kenneth Bianchi
Kenneth Alessio Bianchi, född 22 maj 1951 i Rochester i New York, är en amerikansk seriemördare som tillsammans med sin kusin, Angelo Buono Jr. (1934–2002), var en av Hillsidestryparna som satte hela Los Angeles i skräck under det sena 70-talet. Han avtjänar nu ett livstidsstraff i staten Washington.

## Biografi
Bianchis mamma var en prostituerad alkoholist som adopterade bort honom vid födseln. Tre månader senare adopterades han av Frances Bianchi och hennes man Nicholas Bianchi i Rochester, New York. 
Bianchi var ett problembarn från tidig ålder och beskrevs som en patologisk lögnare. Trots att han var intelligent (med en IQ på 116), var han en ständig underpresterare i skolan och hade nära till aggressionsutbrott. Vid fem års ålder blev han diagnostiserad med "Petit mal seizures", en viss typ av epilepsi. När Kenneth var tretton år avled Nicholas, och Frances var tvungen att arbeta samtidigt som Kenneth gick i skolan.
Efter att Bianchi avlagt gymnasieexamen gifte han sig. Men giftermålet varade bara i åtta månader efter att hans fru plötsligt lämnade honom utan någon direkt förklaring. Han började studera på college, men hoppade av efter bara en termin. Efter många olika småjobb fick han slutligen en fast anställning som säkerhetsvakt. Detta gav honom möjligheter att stjäla värdesaker som han sedan gav till sina flickvänner för att vinna deras förtroende och uppskattning. Hans enda seriösa mål var att bli polis. Men Bianchis brist på utbildning och böjelse för snatteri stod i vägen.
På grund av stölderna var han tvungen att ständigt byta arbete. Slutligen anlände han till Los Angeles där han började släntra omkring med sin sadistiske kusin, Angelo Buono, Jr. Bianchi blev imponerad av Buonos fräcka utstyrsel och hans berättelser om att han kunde få vilken kvinna han ville genom att "sätta dem på plats". Buono var en ful man utseendemässigt, emotionellt såväl som intellektuellt. Trots det var han populär bland områdets unga kvinnor och kallade sig själv för "Italian Stallion" (Italiensk Hingst). 1977 kidnappade de ett par unga kvinnor och tvingade dem till prostitution. Men när kvinnorna rymde blev kusinerna rasande och det hela eskalerade till mord. Då de blev gripna i början av 1979 hade de kidnappat, torterat och mördat 10 unga kvinnor.

## Morden
Bianchi och Buono åkte runt på Los Angeles gator och använde förfalskade polisbrickor för att övertyga flickor om att de var poliser. Sedan beordrade de flickorna att stiga in i bilen för att köra hem dem till Buonos hus där de flesta morden ägde rum. Efter att dessa två män hade våldtagit och torterat sina offer ströp de dem, därav namnet "Hillsidestryparna". Mördarna experimenterade också med andra tortyrmetoder som till exempel giftinjektion. 
Till och med under perioden då morden ägde rum sökte Kenneth Bianchi arbete hos Los Angeles Police Department och fick ironiskt nog åka med dem vid flera tillfällen under jakten på Hillsidestryparna. 
Efter det tionde mordet försämrades relationen mellan kusinerna, och 1978 bestämde Bianchi sig för att flytta till Bellingham i delstaten Washington för att umgås med sin fru och sin nyfödde son. Men till skillnad från Buono, som verkade ha lagt sin mördarkarriär åt sidan, kunde Bianchi inte hålla inne sina mordiska driftsimpulser. Den 11 januari 1979 lurade han två kvinnliga universitetsstudenter till ett hus som han fått i uppgift att vakta. Han tvingade kvinnorna att gå ner för trappan till undervåningen där han ströp dem. Men Bianchis impulsiva beteende hade lämnat så pass många ledtrådar och tekniska bevis. Analys av bevismaterial ledde därför snabbt polisen till den misstänkte gärningsmannen, som visade sig vara en stilig, intelligent make och nybliven far vid namn Kenneth Bianchi.
Bianchi var även misstänkt gärningsman i de så kallade Alfabetmorden. Bianchi hade bott och arbetat som glassförsäljare i Rochester, New York under tiden som morden begicks, och arbetat på platser där två av offren senast sågs. Bianchi anklagades aldrig för alfabetmorden och har förnekat någon inblandning i morden. Han har upprepade gånger försökt att få utredarna att officiellt fria honom från misstankar. Samtidigt som han bodde i Rochester är han känd för att ha kört ett fordon av samma färg och modell som ett fordon sett nära en av bortföringsplatserna.

## Rättegång
Det fanns många dåliga saker att säga om Kenneth, men korkad var inte en av dem. Under Bianchis rättegång erkände han sig icke skyldig på grund av sinnessjukdom. Han påstod att en annan personlighet, "Steven Walker", hade begått morden. Bianchi lyckades till och med övertyga flera experter om att han led av multipel personlighetsstörning. Men brottsutredarna använde en egen psykiatriker för att bevisa att Bianchi bluffade. En av psykiatrikerna berättade för Bianchi att vid ett typiskt fall av multipel personlighetsstörning rör det sig oftast om tre eller flera personligheter. Och Bianchi uppfann omedelbart ett nytt alter ego, "Billy". Brottsutredarna upptäckte så småningom att namnet "Steven Walker" kom från en student vilkens identitet Bianchi hade försökt stjäla med syftet att kunna praktisera psykologi. Polisen hittade också en samling böcker i Bianchis hem om modern psykologi, som ytterligare bekräftade att Bianchi hade bluffat.
Efter att bevisen hade avslöjat honom erkände han att han hade låtsats. För att mildra sin dom gick Bianchi med på att vittna mot Angelo Buono. Men under sitt vittnesmål gjorde Bianchi sitt bästa för att vara så osamarbetsvillig som möjligt, antagligen för att han inte ville vara den enda orsaken till att Buono blev fälld. Men Bianchis försök misslyckades då Angelo Buono slutligen fälldes för morden och dömdes till livstids fängelse.
Angelo Buono, Jr. dog av naturliga skäl i sin cell den 21 september 2002. Kenneth Bianchi sitter fortfarande inne på livstid i Walla Walla-fängelset i delstaten Washington.

## Film och TV
Två långfilmer och två TV-filmer har producerats om Bianchis liv och hans brott:
- The Case of The Hillside Stranglers (1989), med Billy Zane som Kenneth Bianchi och Dennis Farina som Angelo Buono.
- Supersleuth (2001), med Jeff Marchelletta som Kenneth Bianchi och Ron Gilbert som Angelo Buono.
- The Hillside Strangler (2004), med C. Thomas Howell som Kenneth Bianchi och Nicholas Turturro som Angelo Buono.
- Rampage: The Hillside Strangler murders (2006), med Clifton Collins Jr som Kenneth Bianchi och Tomas Arana som Angelo Buono.